# Girolamo della Porta
Girolamo della Porta, italijanski rimskokatoliški duhovnik in kardinal, * 14. november 1746, Gubbio, † 5. september 1812.

## Življenjepis
23. februarja 1801 je bil povzdignjen v kardinala in imenovan za kardinal-duhovnika S. Maria in Via; 20. septembra 1802 je bil imenovan še za kardinal-duhovnika S. Pietro in Vincoli.
6. decembra 1803 je bil imenovan za prefekta znotraj Rimske kurije.